# Valentyina Kszenofontovna Rasztvorova
Valentyina Kszenofontovna Rasztvorova, oroszul: Валентина Ксенофонтовна Растворова (Odessza, 1933. június 17. – Moszkva, 2018. augusztus 24.) olimpiai bajnok szovjet–orosz tőrvívó.

## Sportpályafutása
Az 1960-as római olimpián csapatban arany-, egyéniben ezüstérmet szerzett. Az 1964-es tokiói olimpián csapatban lett ezüstérmes. 1956 és 1967 között öt világbajnoki arany-, kettő ezüst- és egy bronzérmet szerzett.
Fia, Jevgenyij Grisin az 1980-as moszkvai olimpián vízilabdában nyert aranyérmet.